# Poste de triangulation
Un poste de triangulation ou station de triangulation est un repère géographique.

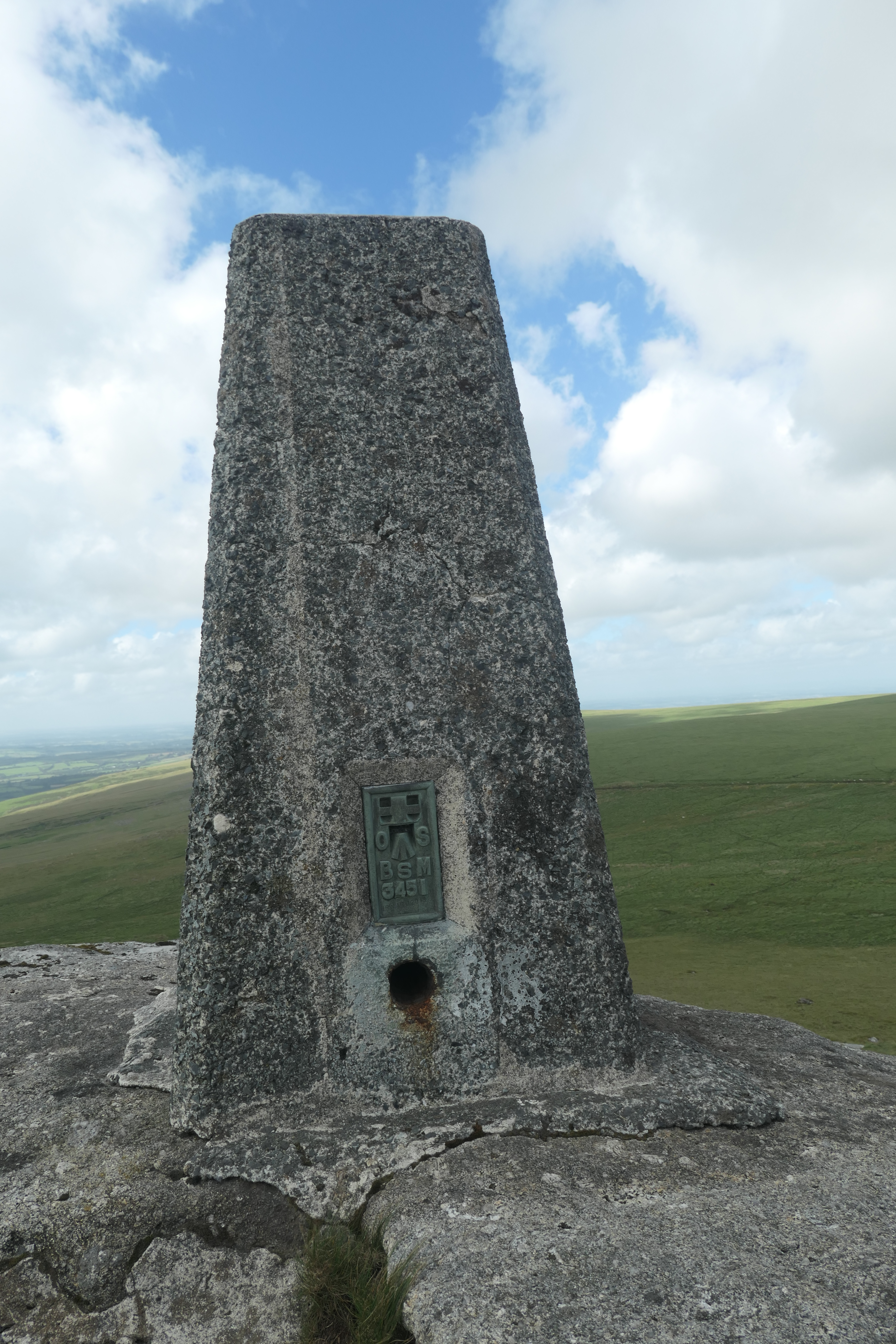
Great Links Tor, trigpoint, July 2020